# Tha Blaqprint
Tha Blaqprint ist das dritte Album des US-amerikanischen Queensbridge-Rappers Blaq Poet, erschienen 2009 auf DJ Premiers Plattenlabel Year Round Records via Fat Beats Records. Das Album besteht aus zwei CDs mit jeweils 15 Titeln. Die zweite CD enthält Instrumentalversionen sämtlicher Stücke der ersten CD.

## Wissenswertes
Auf der Platte finden sich Gastauftritte der Gruppe NYGz und von Rapper Nick Javas, Capone-N-Noreaga-Mitglied N.O.R.E., Imani Montana, Lil' Fame von M.O.P., und dem bereits verstorbenen Screwball Mitglied KL. Das gesamte Album wurde von DJ Premier produziert. Nur die Songs „U Phucc’d Up“ und „Sichuwayshunz“ wurden von Easy Mo Bee produziert.
Das Video zur führenden Albumsingle Ain't Nuttin Changed kam im Februar 2009 heraus. Der Beat besteht aus drei verschiedenen Samples, plus einem Vocalsample von Akon im Hook. Zum Track Ain't Nuttin Changed kam auch eine Remixversion heraus, inklusive neu gedrehtem Video. Der Remix liefert Gastauftritte von MC Eiht, bekannt aus der Gruppe Compton's Most Wanted, und Young Maylay, der wohl vor allem durch seine Rolle als Carl „CJ“ Johnson in Grand Theft Auto: San Andreas bekannt ist.

## Rezeption
Bei Allmusic nannte Matt Rinaldi das Album ein „dunkleres Gegenstück“ zu Jay-Zs Blueprint-Alben. Das Album sei entschieden „Anti-Pop“ und inkompatibel mit dem kommerziellen Radio. Er vergab vier von fünf Sternen. Auf der Seite hiphopdx.com wurden vier von fünf Punkten vergeben. Sean Ryon nannte Tha Blaqprint ein „extrem gut gemachtes“ Hip-Hop-Album, auch die Ehrlichkeit der Texte sowie die an die „goldenen Jahre“ des Hip-Hop erinnernde Produktion wurde gelobt.

## Titelliste
Das Album besteht aus 2 CDs mit jeweils 15 Liedern. Die zweite CD enthält die Instrumentalversionen der Songs der ersten CD.
1. I-Gittin – 3:48
2. U Phucc'd Up – 3:37
3. Aint Nuttin Changed – 3:39
4. What's the Deal? – 3:05
5. Legendary, Pt. 1 – 3:34
6. Hood Crazy – 3:55
7. Voices – 3:41
8. Hate – 3:11
9. Sichuwayshunz – 4:17
10. Stretch Marks and Cigarette Burns – 3:20
11. S.O.S. – 3:27
12. Let the Guns Blow – 2:37
13. Don't Give a Fuccc – 2:55
14. Rap Addiction – 3:38
15. Never Goodbye – 3:00